# Jean-Michel Larqué
Jean-Michel Larqué (Bizanos, 1947. szeptember 8. –) válogatott francia labdarúgó, középpályás, olimpikon, edző, sportújságíró.

## Pályafutása

### Klubcsapatban
1966 és 1977 között a Saint-Étienne labdarúgója volt, ahol hét francia bajnoki címet és öt kupagyőzelmet ért el. Tagja volt az 1975–76-os idényben BEK-döntős együttesnek. 1977 és 1979 között a Paris Saint-Germain, 1980 és 1983 között az RC Paris csapatában szerepelt.

### A válogatottban
1969 és 1976 között 14 alkalommal szerepelt a francia válogatottban és két gólt szerzett. Részt vett az 1968-as mexikóvárosi olimpián, ahol negyeddöntőig jutott a csapattal.

### Edzőként
1977–78-ban a Paris Saint-Germain, 1981–82-ben az RC Paris vezetőedzője volt.

## Sikerei, díjai
- Becsületrend (1999)[5]

 Saint-Étienne
- Francia bajnokság (Ligue 1)
  - bajnok (7): 1966–67, 1967–68, 1968–69, 1969–70, 1973–74, 1974–75, 1975–76
- Francia kupa (Coupe de France)
  - győztes (5): 1968, 1970, 1974, 1975, 1977
- Bajnokcsapatok Európa-kupája (BEK)
  - döntős: 1975–76

## Statisztika

### Mérkőzései a francia válogatottban
| Franciaország | Franciaország        | Franciaország                      | Franciaország       | Franciaország | Franciaország | Franciaország             | Franciaország | Franciaország  |
| #             | Dátum                | Helyszín                           | Hazai               | Eredmény      | Vendég        | Kiírás                    | Gólok         | Esemény        |
| ------------- | -------------------- | ---------------------------------- | ------------------- | ------------- | ------------- | ------------------------- | ------------- | -------------- |
| 1.            | 1969. szeptember 10. | Oslo, Ullevaal Stadion             | Norvégia            | 1 – 3         | Franciaország | vb-selejtező              | -             | 46'            |
| 2.            | 1970. október 7.     | Bécs, Práter-stadion               | Ausztria            | 1 – 0         | Franciaország | barátságos                | -             | 78'            |
| 3.            | 1972. április 8.     | Bukarest, Augusztus 23. Stadion    | Románia             | 2 – 0         | Franciaország | barátságos                | -             | 70'            |
| 4.            | 1972. június 11.     | Salvador, Estádio Fonte Nova (BRA) | CONCACAF-válogatott | 0 – 5         | Franciaország | Brazil függetlenségi kupa | -             | 46'            |
| 5.            | 1972. június 18.     | Salvador, Estádio Fonte Nova (BRA) | Kolumbia            | 2 – 3         | Franciaország | Brazil függetlenségi kupa | -             |                |
| 6.            | 1972. szeptember 2.  | Pireusz, Karaiszkákisz Stadion     | Görögország         | 1 – 3         | Franciaország | barátságos                | 1             | 90'            |
| 7.            | 1972. október 13.    | Párizs, Parc des Princes           | Franciaország       | 1 – 0         | Szovjetunió   | vb-selejtező              | -             |                |
| 8.            | 1972. november 15.   | Dublin, Dalymount Park             | Írország            | 2 – 1         | Franciaország | vb-selejtező              | 1             | 66'            |
| 9.            | 1973. május 19.      | Párizs, Parc des Princes           | Franciaország       | 1 – 1         | Írország      | vb-selejtező              | -             | 61'            |
| 10.           | 1975. május 25.      | Reykjavík, Laugardalsvöllur        | Izland              | 0 – 0         | Franciaország | Eb-selejtező              | -             |                |
| 11.           | 1975. november 15.   | Párizs, Parc des Princes           | Franciaország       | 0 – 0         | Belgium       | Eb-selejtező              | -             | 46'            |
| 12.           | 1976. április 24.    | Lens, Stade Félix Bollaert         | Franciaország       | 2 – 0         | Lengyelország | barátságos                | -             | Csapatkapitány |
| 13.           | 1976. május 22.      | Budapest, Népstadion               | Magyarország        | 1 – 0         | Franciaország | barátságos                | -             | Csapatkapitány |
| 14.           | 1976. szeptember 1.  | Koppenhága, Idrætsparken Stadion   | Dánia               | 1 – 1         | Franciaország | barátságos                | -             | Csapatkapitány |
|               | Összesen             |                                    |                     | 14            | mérkőzés      |                           | 2             | gól            |